# 久米川町
久米川町（くめがわちょう）は、東京都東村山市の町名。現行行政地名は久米川町一丁目から五丁目。郵便番号189-0003。

## 地理
東村山市の北部に位置し、東は青葉町、西は諏訪町、南は本町・恩多町、北は秋津町と、所沢市北秋津・久米と接している。

### 概要
府中街道や所沢街道、さくら通りなどの主要道路沿いに事業所や店舗、工場が立地し、その他は住宅地や耕作地である。町設置以前の大字は久米川（四丁目の一部は野口、五丁目の一部は南秋津）であり、町村制以前の旧村であった大字久米川の中心であった一帯である。今日市内で「久米川」と呼ばれる久米川駅が所在する栄町周辺とは距離があり、当町に「町」をつけて区別する。

### 地価
住宅地の地価は、2019年（平成31年）1月1日の公示地価によれば、久米川町3丁目10番34の地点で18万2000円/m2となっている。

## 歴史
7世紀半ばから8世紀（大化から大宝年間）になると武蔵国府中（府中市）に国府がおかれ、南北に貫いて上野国と武蔵国を結ぶ官道「東山道」が通じていた。鎌倉幕府が成立すると「いざ鎌倉」への道として各地の道路が整備され、地域を貫く道は鎌倉街道の中でも「上ツ道」として、久米川は宿駅として軍事的・経済的にも重視されたことが窺える。
1889年の東村山村成立時以後は大字久米川となり、1964年の市制施行時に現町域を久米川町とした。

### 地名の由来
道興准后の「廻国雑記」(1486)に、現在の柳瀬川を 「くめくめ川」と呼んでいた記載があり、これが地名の由来 のようだ、としている。

## 世帯数と人口
2019年（令和元年）7月31日現在の世帯数と人口は以下の通りである。
| 丁目           | 世帯数    | 人口     |
| -------------- | --------- | -------- |
| 久米川町一丁目 | 1,575世帯 | 3,798人  |
| 久米川町二丁目 | 1,394世帯 | 3,585人  |
| 久米川町三丁目 | 1,446世帯 | 3,334人  |
| 久米川町四丁目 | 1,632世帯 | 3,423人  |
| 久米川町五丁目 | 917世帯   | 2,046人  |
| 計             | 6,964世帯 | 16,186人 |

## 小・中学校の学区
市立小・中学校に通う場合、学区は以下の通りとなる。
| 丁目           | 番地                                         | 小学校                   | 中学校                     |
| -------------- | -------------------------------------------- | ------------------------ | -------------------------- |
| 久米川町一丁目 | 50〜59番地                                   | 東村山市立秋津小学校     | 東村山市立東村山第二中学校 |
| 久米川町一丁目 | その他                                       | 東村山市立久米川東小学校 | 東村山市立東村山第二中学校 |
| 久米川町二丁目 | 全域                                         | 東村山市立久米川東小学校 | 東村山市立東村山第二中学校 |
| 久米川町三丁目 | 30〜41番地                                   | 東村山市立久米川東小学校 | 東村山市立東村山第二中学校 |
| 久米川町三丁目 | その他                                       | 東村山市立久米川小学校   | 東村山市立東村山第二中学校 |
| 久米川町四丁目 | 全域                                         | 東村山市立久米川小学校   | 東村山市立東村山第二中学校 |
| 久米川町五丁目 | 1〜16番地 17番地の1〜8 17番地の12〜33 25番地 | 東村山市立久米川東小学校 | 東村山市立東村山第二中学校 |
| 久米川町五丁目 | 17番地の9〜11 18〜20番地 34番地の14〜15      | 東村山市立化成小学校     | 東村山市立東村山第二中学校 |
| 久米川町五丁目 | その他                                       | 東村山市立秋津小学校     | 東村山市立東村山第二中学校 |

## 交通

### 鉄道
| 隣接する街区の駅                                          |
| --------------------------------------------------------- |
| 西武新宿線 国分寺線 西武園線 - 東村山駅（SS 21）（SK 05） |

- 西武新宿線が西境となっており町内に駅はないが、東村山駅が南西端より近い。
- 武蔵野線が東村山トンネル内で東部の地下を縦断している。町内に駅はない。

### 道路
- 東京都道4号東京所沢線（所沢街道）
- 東京都道16号立川所沢線（府中街道）
- 東京都道17号所沢府中線（府中街道、東京都道16号立川所沢線と重複）
- 東京都道40号さいたま東村山線（志木街道）
- 都市計画道路3・4・27号東村山駅秋津線（さくら通り）
- 市道第447号線1（野行通り）※一部区間は都道4号所沢街道バイパス（新所沢街道）として再整備される予定

## 施設
- 東村山市立久米川小学校
- 東村山市立久米川東小学校
- 東村山市立東村山第二中学校
- 東村山市民スポーツセンター
- 山梨中央銀行東村山支店
- 山崎製パン東村山工場
- 浅田飴村山工場
- ニチレイバイオサイエンス開発センター、ロジスティクス・ネットワーク東村山物流センター
- ポールスタア本社工場
- 豊島屋酒造本社工場
- オザムラーレ東村山店
- スーパーアルプス東村山店
- コモディイイダ東村山店
- 島忠 ホームズ東村山店
- 餅萬総本店
- 芳林山梅岩寺 - 狭山三十三観音霊場第9番札所。瀧谷寺の第10番札所でもあり、石碑が残る。
- 銀河鉄道
- 柳瀬川
- 北川
- 空堀川